# Ibrahim ibn Yaqub al-Tartushi
Ibrahim ibn Yaqub al-Tartushi, of Abraham ben Jakob, of Tartoesji, was een tiende-eeuwse sefardische joodse slavenhandelaar uit Córdoba, Andalusië of Toledo die bekend is door zijn reisverslagen. Tussen 965 en 971 reisde hij door West- en Centraaleuropa. De Nederlandse kwelders beschreef hij als een drooggevallen zoutmeer waar geen gewassen groeiden.